# Analisi termica
L'analisi termica consiste in una serie di tecniche analitiche il cui scopo è quello di studiare la variazione di una data proprietà fisica in funzione della temperatura.
Più comunemente si tratta di misure riguardanti la diminuzione di massa in seguito al riscaldamento, differenze di temperatura o di calore osservate, oppure misure relative alla deformazione di un materiale sottoposto a sforzo meccanico.

## Principali metodiche
Le principali metodiche, con la relativa grandezza misurata in funzione della temperatura, sono indicate nella seguente tabella:
| Metodo                                                         | Grandezza misurata in funzione della temperatura |
| -------------------------------------------------------------- | ------------------------------------------------ |
| Termogravimetria (TG)                                          | Massa                                            |
| Analisi termica differenziale (DTA)                            | Temperatura                                      |
| Calorimetria differenziale a scansione (DSC)                   | Entalpia                                         |
| Termodilatometria                                              | Dimensioni                                       |
| Analisi termomeccanica (TMA)                                   | Proprietà meccaniche                             |
| Analisi meccanica dinamica (DMA)                               | Proprietà meccaniche                             |
| Termoptometria o termomicroscopia                              | Proprietà ottiche                                |
| Termomagnetometria (TM)                                        | Proprietà magnetiche                             |
| Analisi termica dielettrica (DETA) o analisi dielettrica (DEA) | Permittività elettrica                           |
| Termosonimetria (TS) e termoacustimetria                       | Proprietà acustiche                              |
| Analisi dei gas svolti (EGA)                                   | Prodotti gassosi di decomposizione               |
| Analisi del termoparticolato (TPA)                             | Produzione di particelle                         |
| Riduzione a temperatura programmata (TPR)                      | Riducibilità delle specie ossidate               |

## Applicazioni
L'analisi termica trova svariate applicazioni pratiche in chimica, fisica, scienza dei materiali e nell'industria. Essa si può applicare a materiali inorganici come a quelli organici. In questo modo è possibile, ad esempio, costruire un diagramma di fase, determinare la composizione di composti e miscele, e misurare le variazioni delle entalpie di reazione. L'analisi termica viene impiegata anche nello studio della velocità di reazione, del processo di cristallizzazione e della catalisi.
Un importante campo di impiego riguarda la caratterizzazione dei polimeri, con la possibilità di determinare la temperatura di transizione vetrosa, proprietà strutturali come il grado di cristallinità, l'effetto di additivi e stabilizzanti, oltre a proprietà meccaniche quali il modulo e la duttilità.
Nell'industria farmaceutica l'analisi termica permette di determinare la purezza del principio attivo di un farmaco, mentre nell'industria alimentare può essere applicata per valutare la qualità degli alimenti o un eventuale processo degradativo incipiente.